# Гідропарк (станція метро)
50°26′44″ пн. ш. 30°34′37″ сх. д. / 50.44556° пн. ш. 30.57694° сх. д.
«Гідропа́рк» — 8-ма станція Київського метрополітену на Святошинсько-Броварській лінії між станціями «Дніпро» та «Лівобережною». Розташована на Венеційському острові у Дніпровському районі Києва, вздовж Броварського проспекту.

## Історія
Станція відкрита 5 листопада 1965 року. Станція «Гідропарк» наземна, має два виходи, що сполучаються з підземними переходами під лінією метрополітену.

## Конструкція
Конструкція станції — наземна відкрита з однією бічною та однією острівною платформами. Бічна не використовується.
Станція без колійного розвитку.

## Опис
Три станції — «Гідропарк», «Лівобережна» та «Дарниця» побудовані за одним типовим проєктом, різнить їх розташування виходів та колір облицювальної плитки на колонах. Пасажиропотік — 7,8 тис. пасажирів на добу. Єдина станція київського метрополітену, у якої немає виходу до громадського транспорту.
Простота архітектурних форм, колірне і конструктивне рішення станції — все це допомагає сприйняттю її як архітектури паркової споруди. Гідропарк є улюбленим місцем відпочинку киян. Адже всього за декілька хвилин можна дістатися від центру міста до пологих піщаних берегів Дніпра та його заток.
Спочатку станцію було побудовано лише з одним (західним) виходом. Внаслідок високого пасажиропотоку в літній період у 1973 році на першій колії побудована права платформа, яка використовувалась для висадки пасажирів до 1987 року. Другий (східний) вихід був побудований без закриття руху і відкритий 30 грудня 1987 року, використовується лише в літній час. Частина підземного переходу під лінією метро була здана в оренду. Наприкінці 2003 року ця частина переобладнана під приміщення для служб метрополітену.

## Пасажиропотік
| Рік                           | 2009 | 2011 | 2012 | 2013 | 2014 | 2015 | 2016 | 2017 | 2018 |
| ----------------------------- | ---- | ---- | ---- | ---- | ---- | ---- | ---- | ---- | ---- |
| Пасажиропотік, тис. осіб/добу | 7,8  | 6,9  | 6,8  | 6,3  | 6,4  | 6,2  | 5,5  | 5,0  | 5,0  |

## Галерея

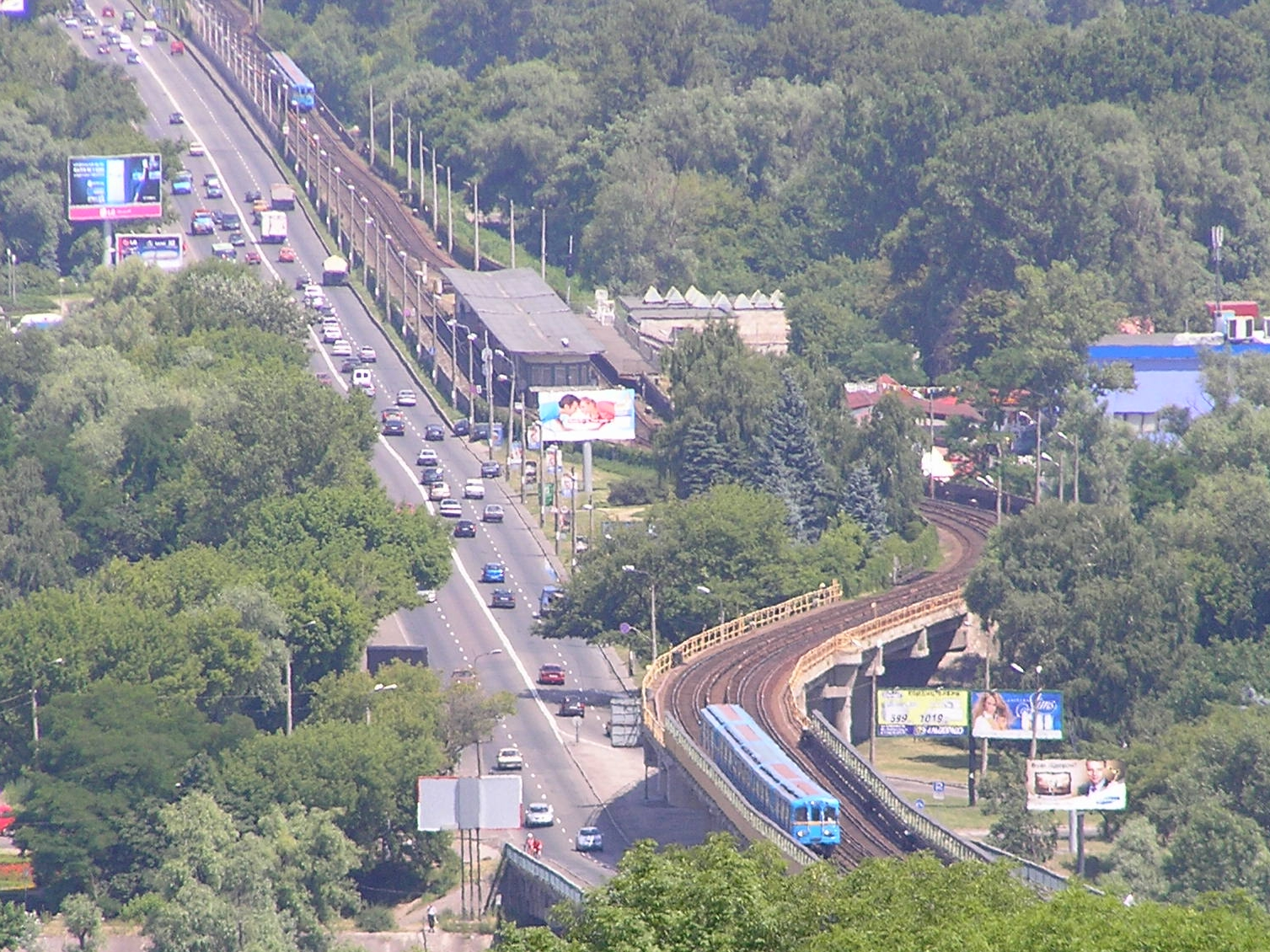
Краєвид на станцію з правого берега Дніпра
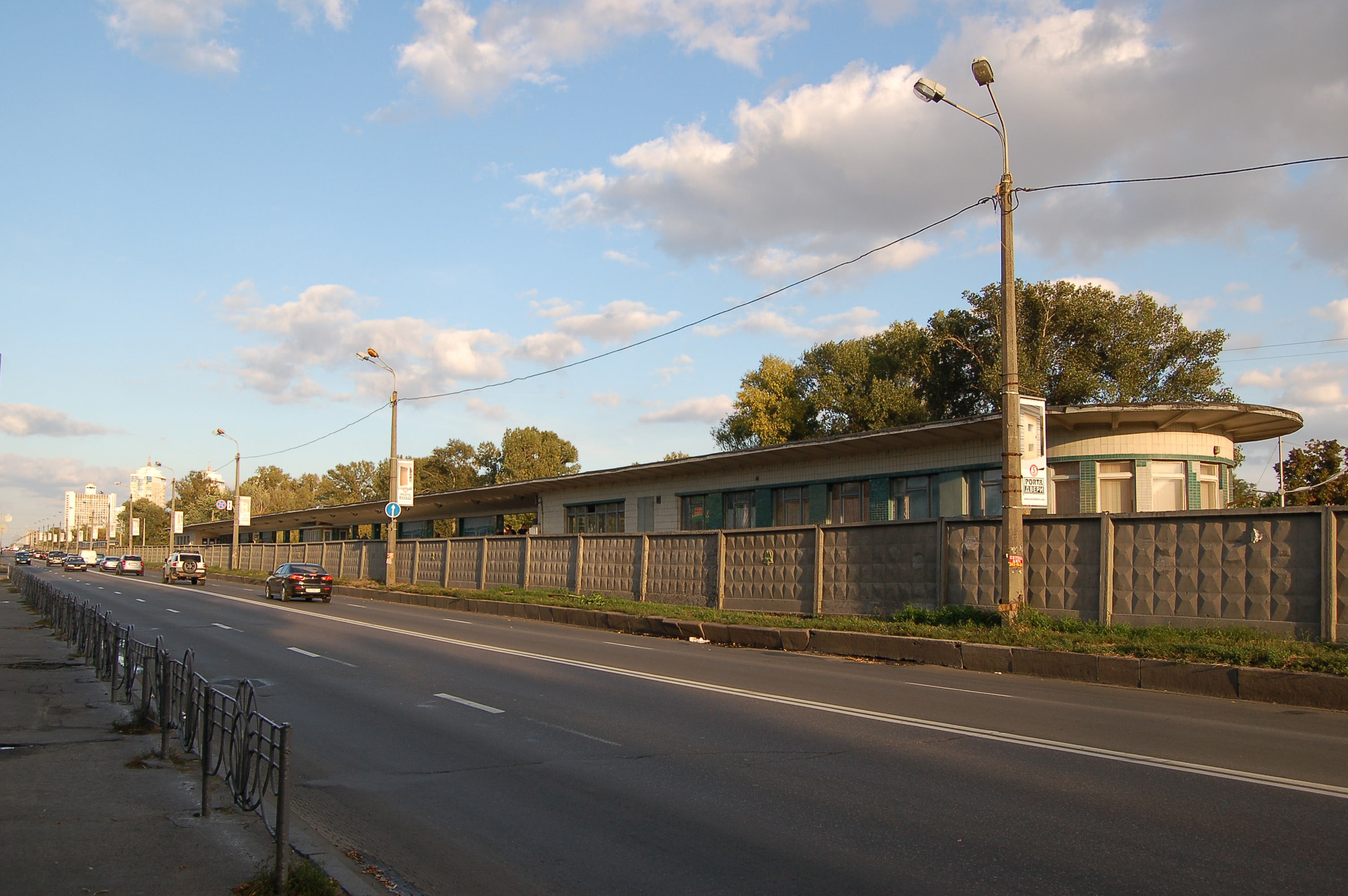
Краєвид на станцію з північного боку Броварського проспекту
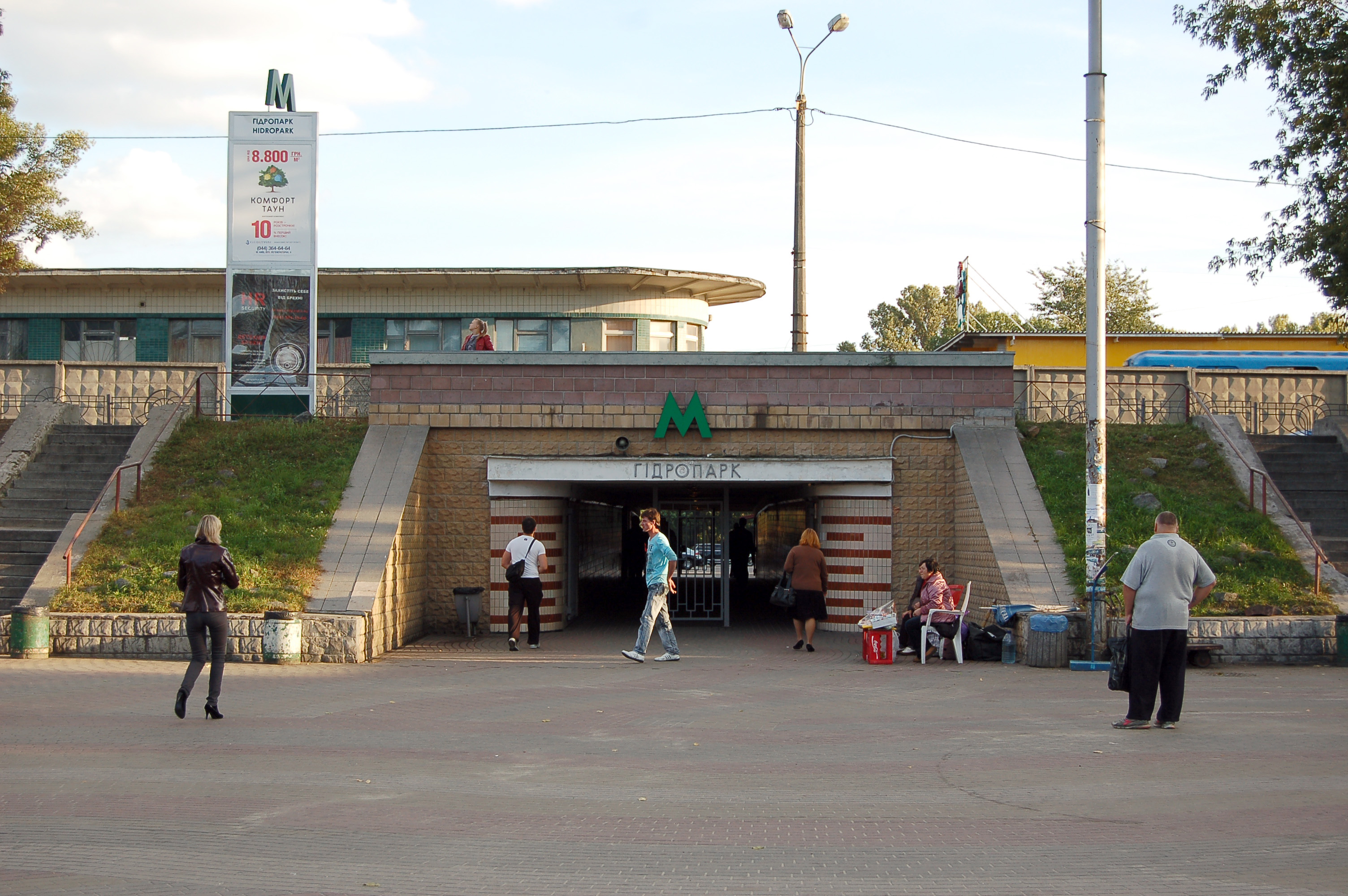
Західний вхід на станцію
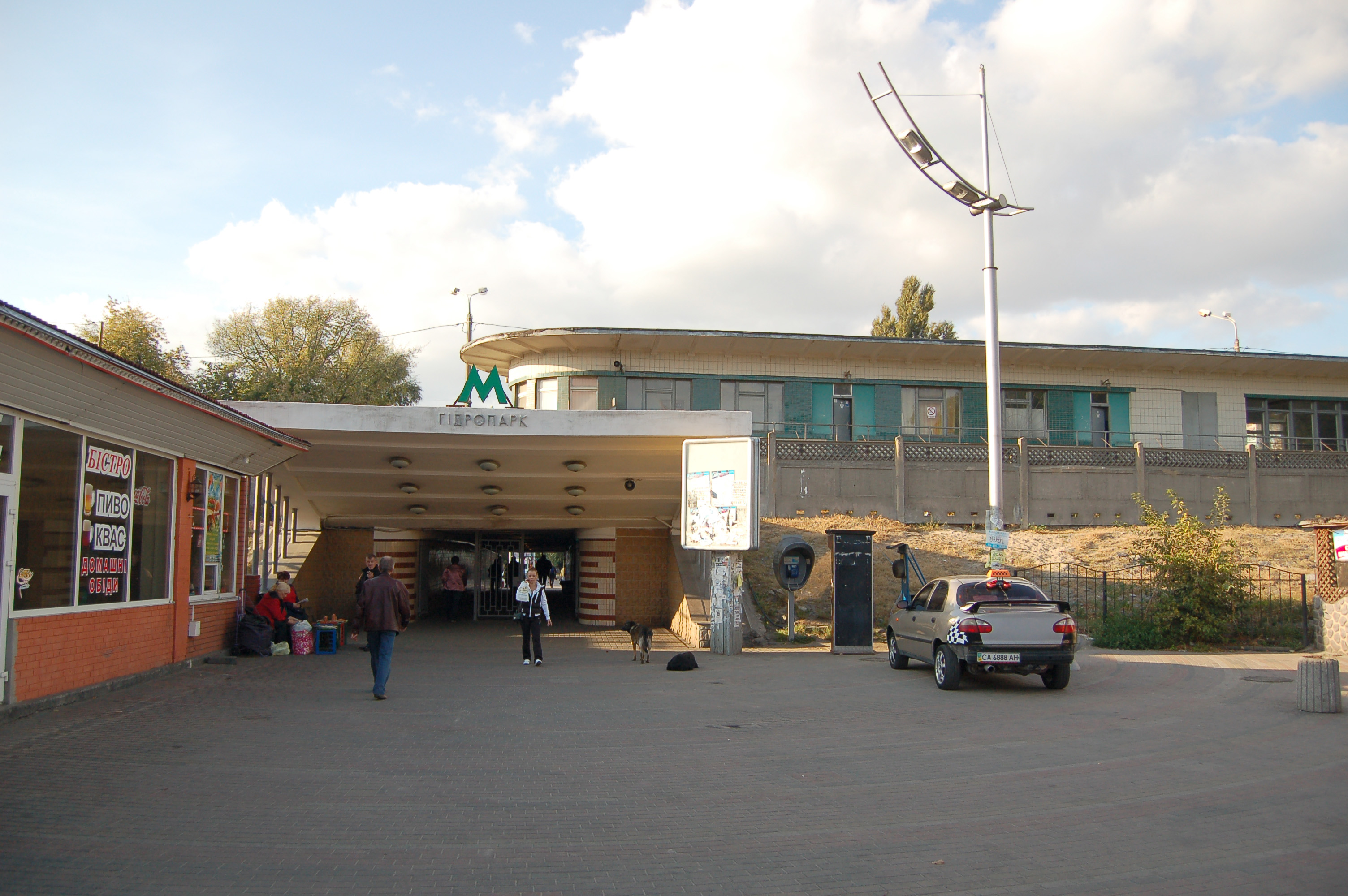
Західний вхід на станцію
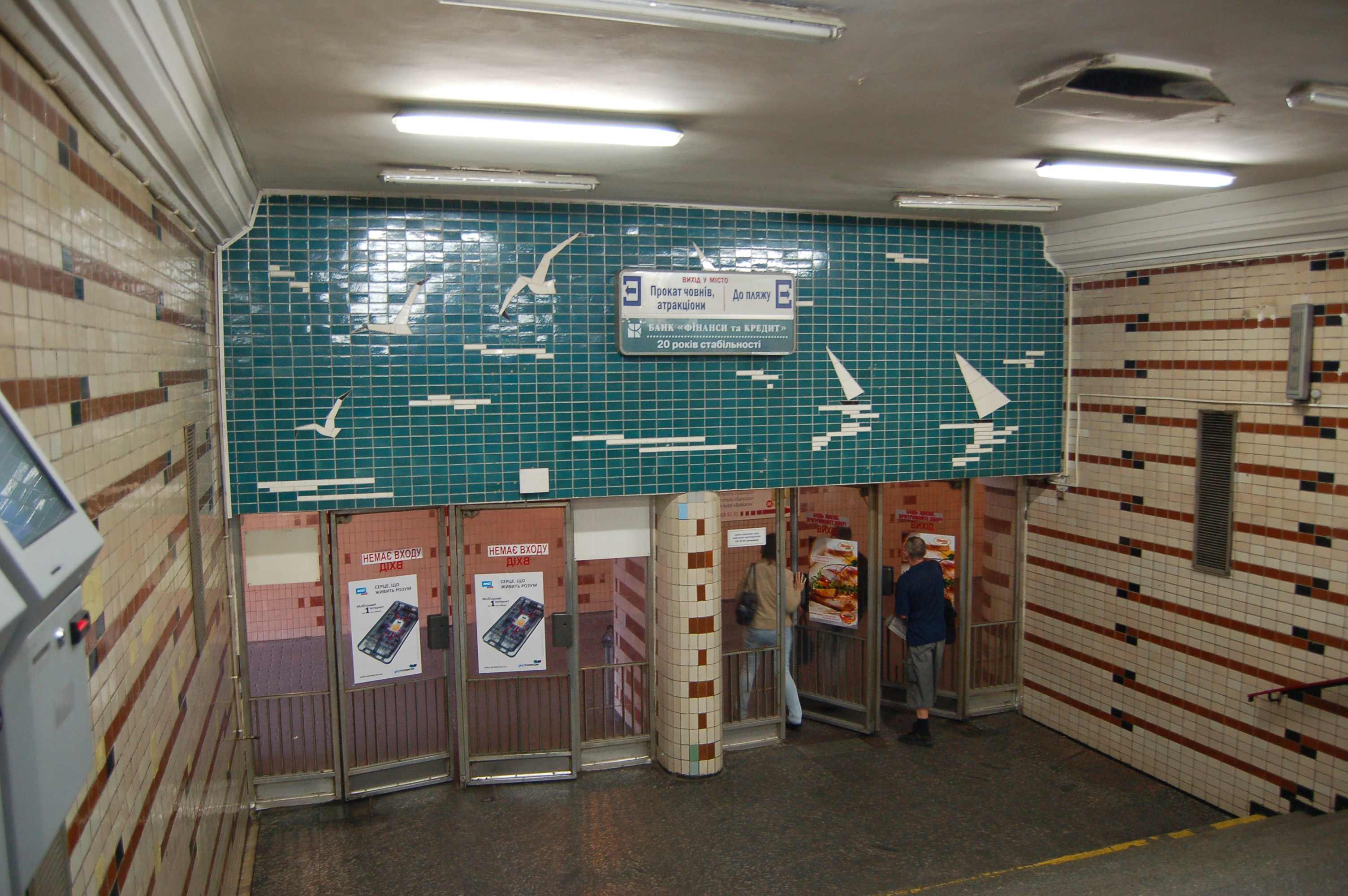
Інтер'єр західного вестибюля
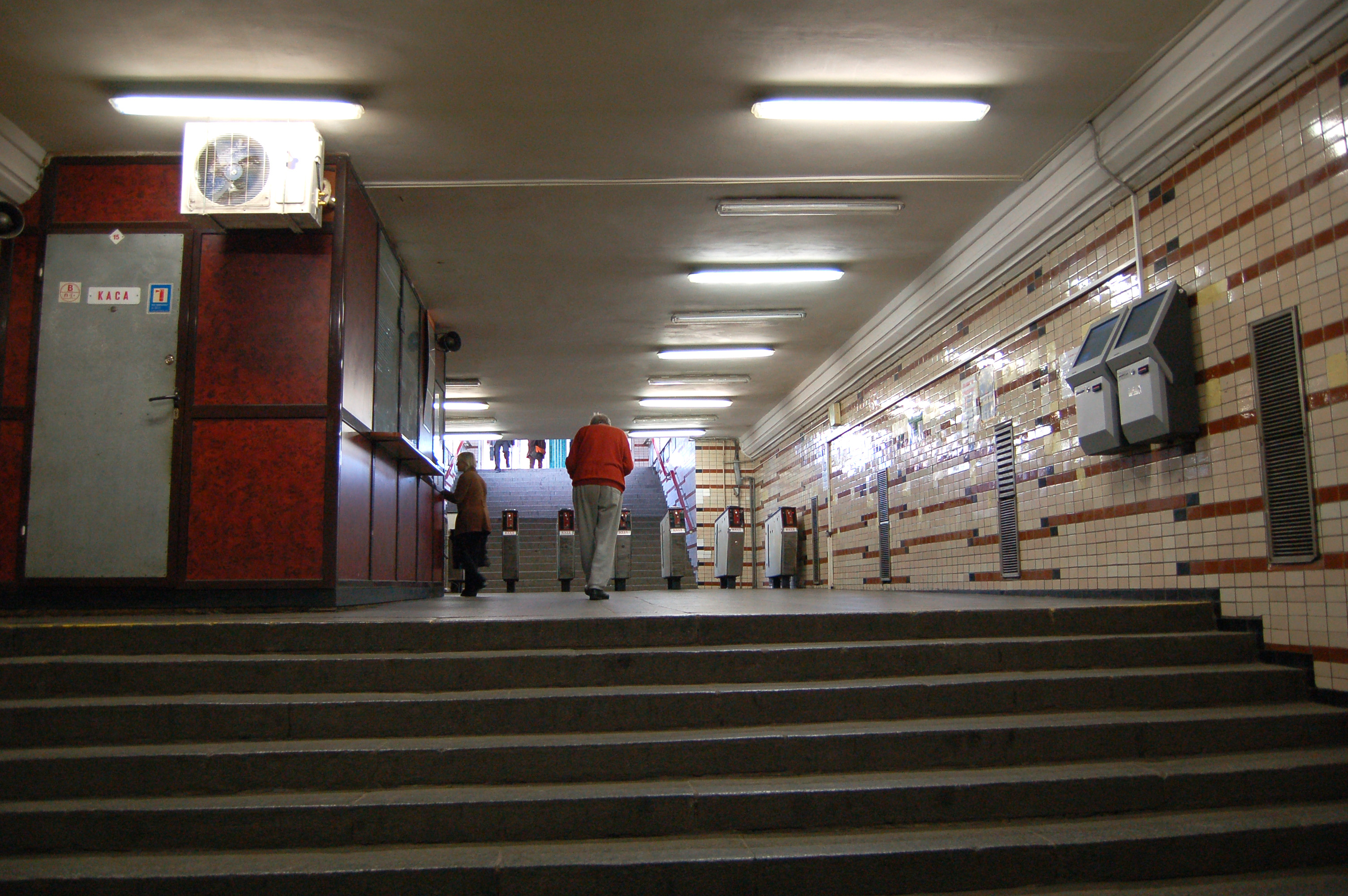
Інтер'єр західного вестибюля
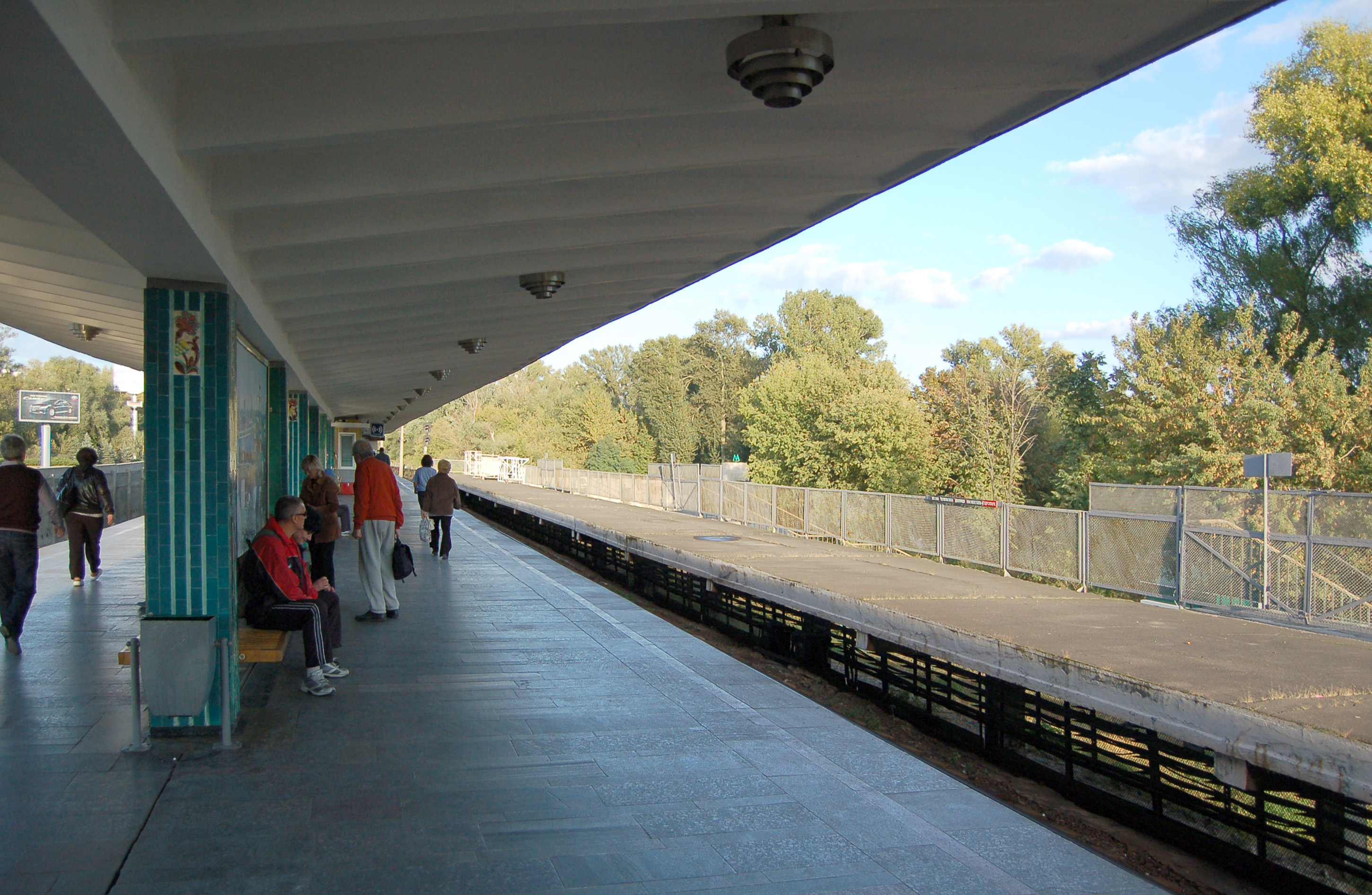
Платформа 1-ї колії
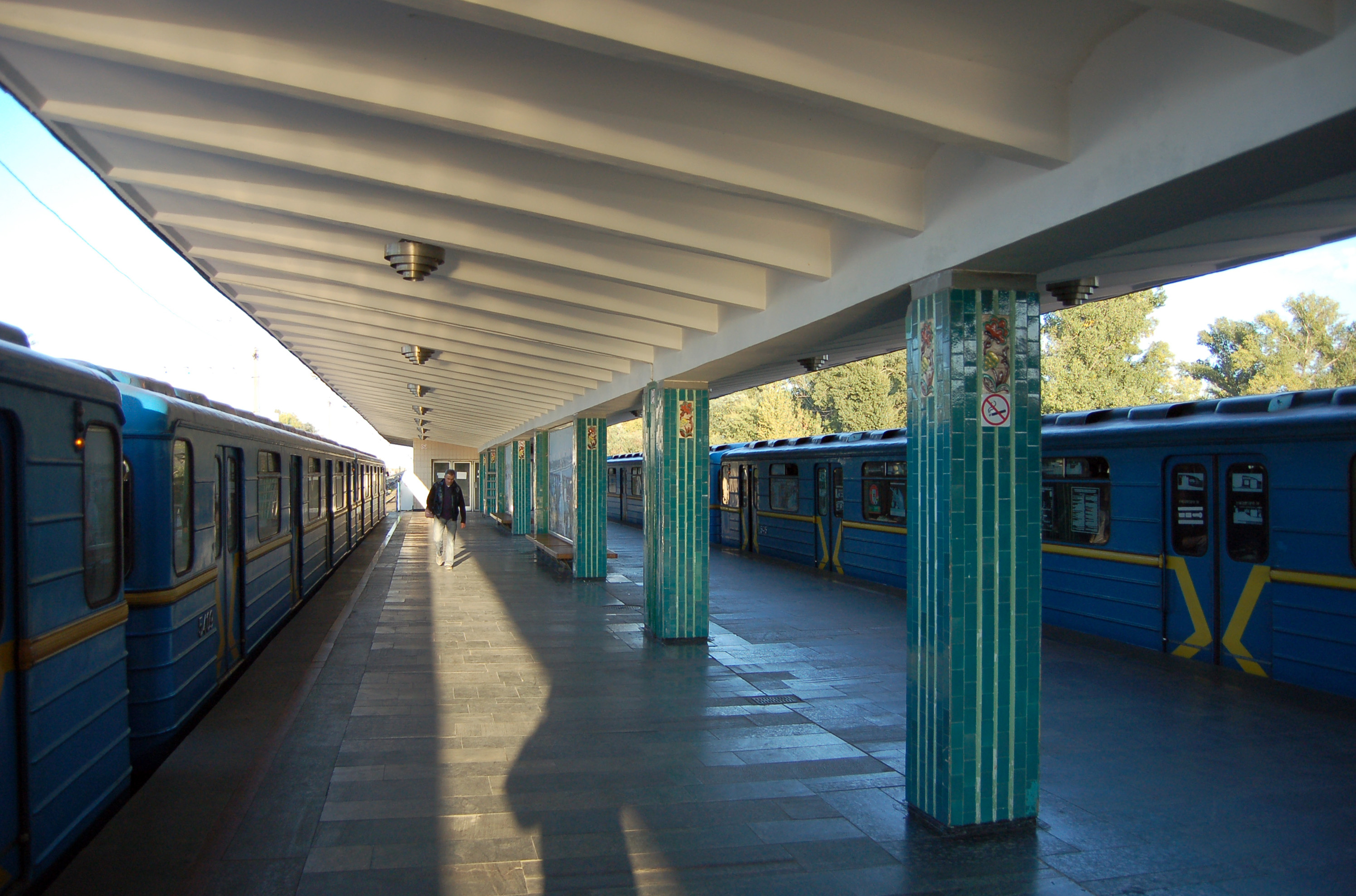
Платформв 2-ї колії
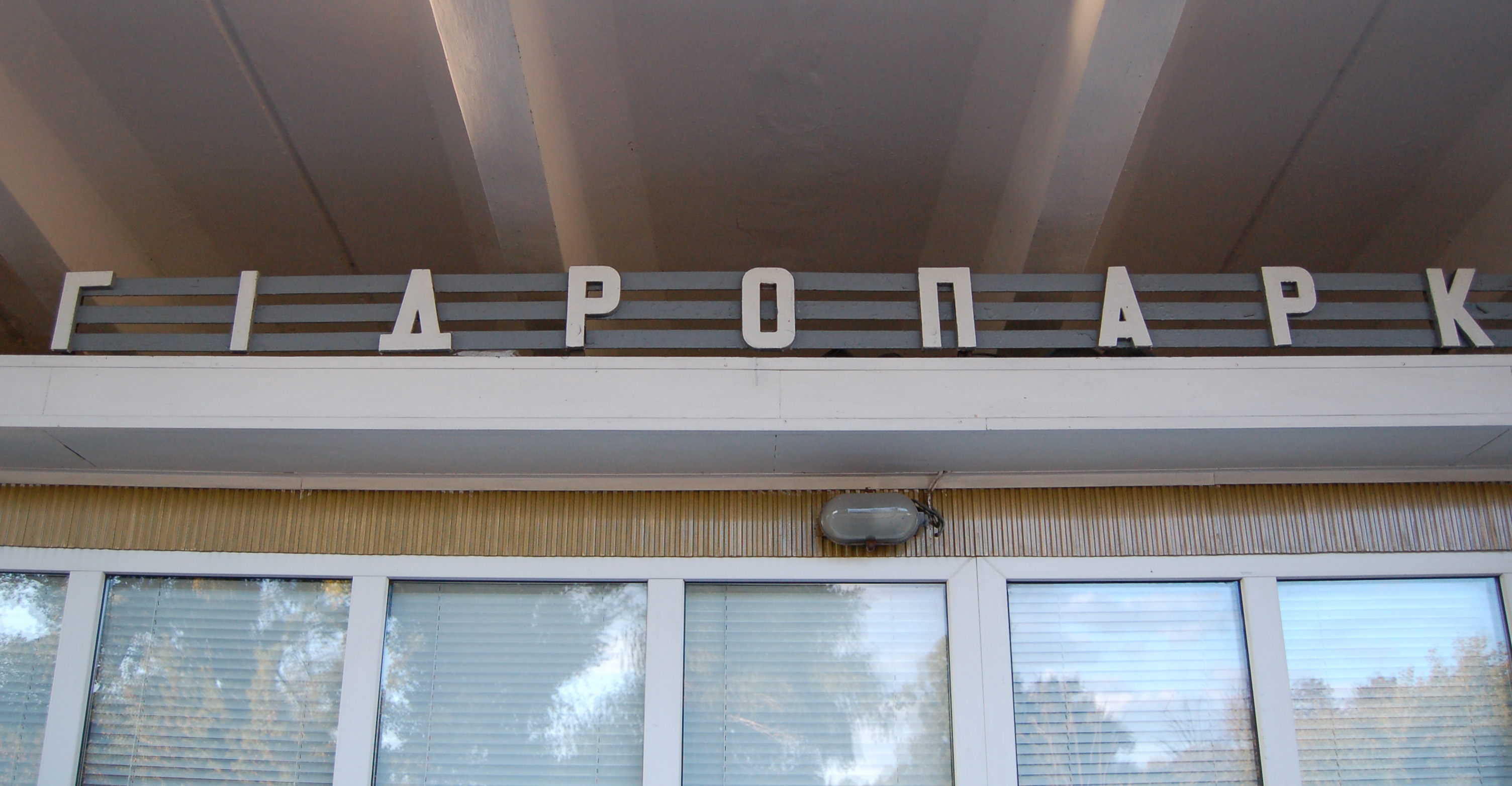
Назва станції на даху службового приміщення
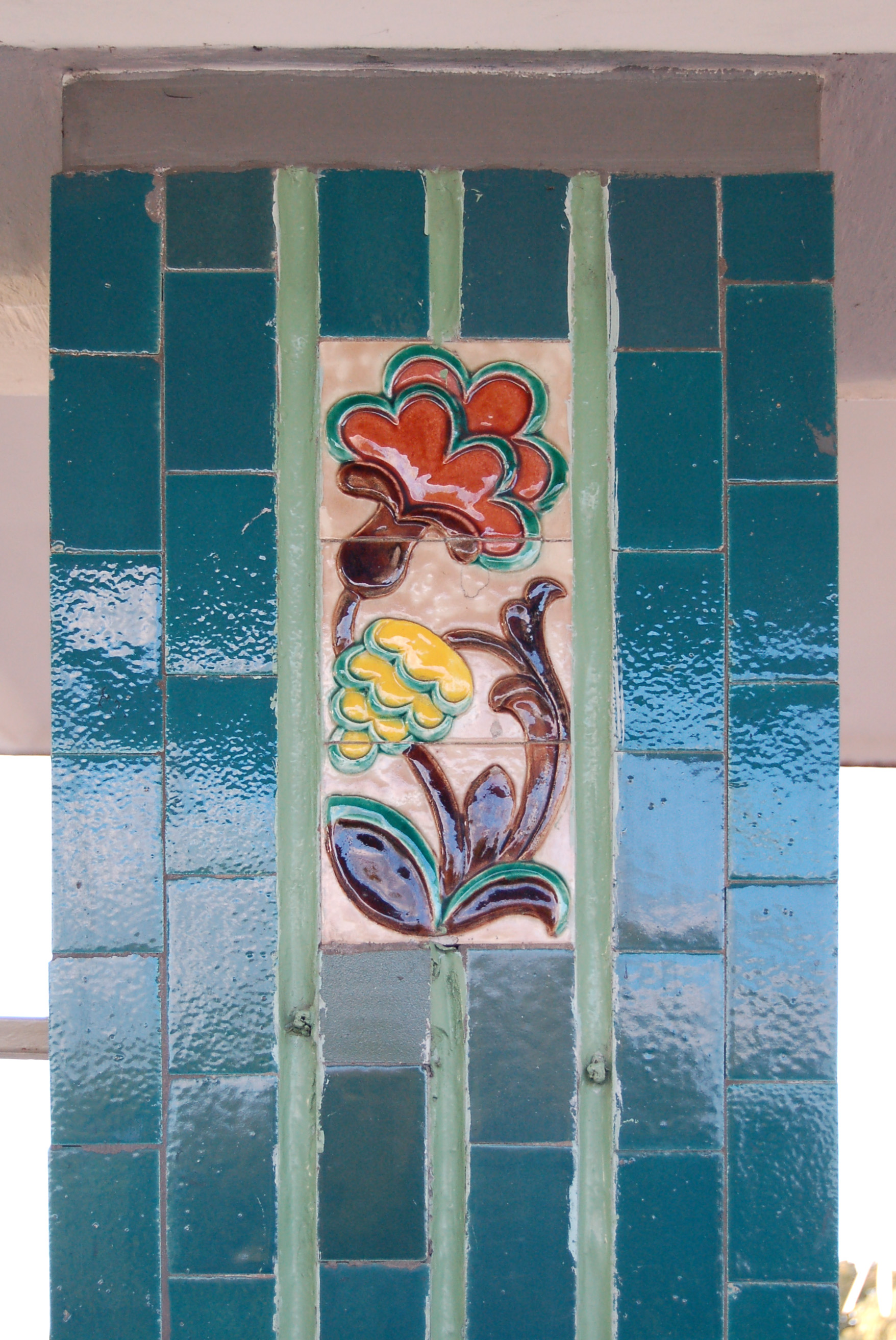
Декор на облицювальній плитці
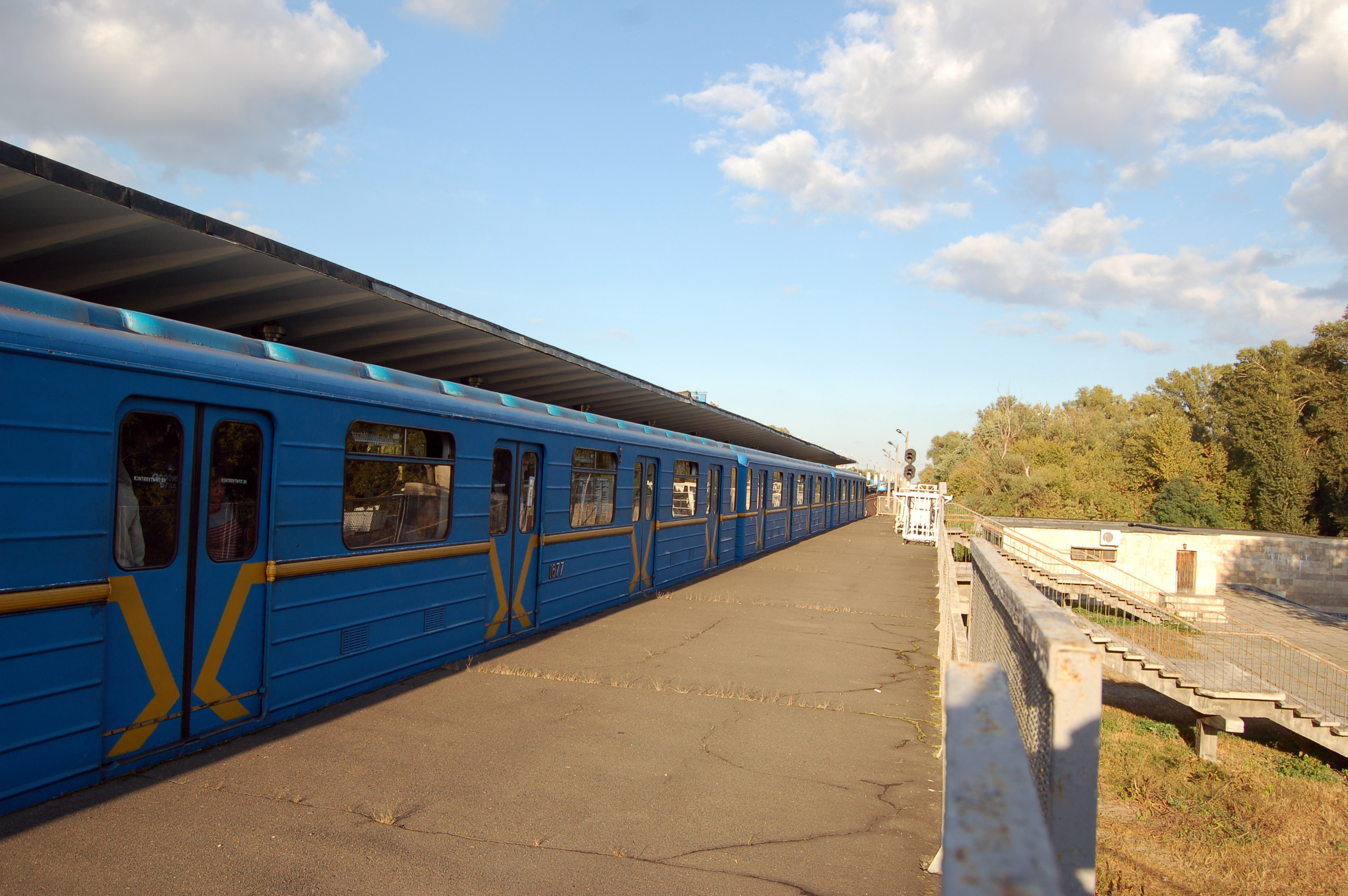
Непрацююча бічна платформа
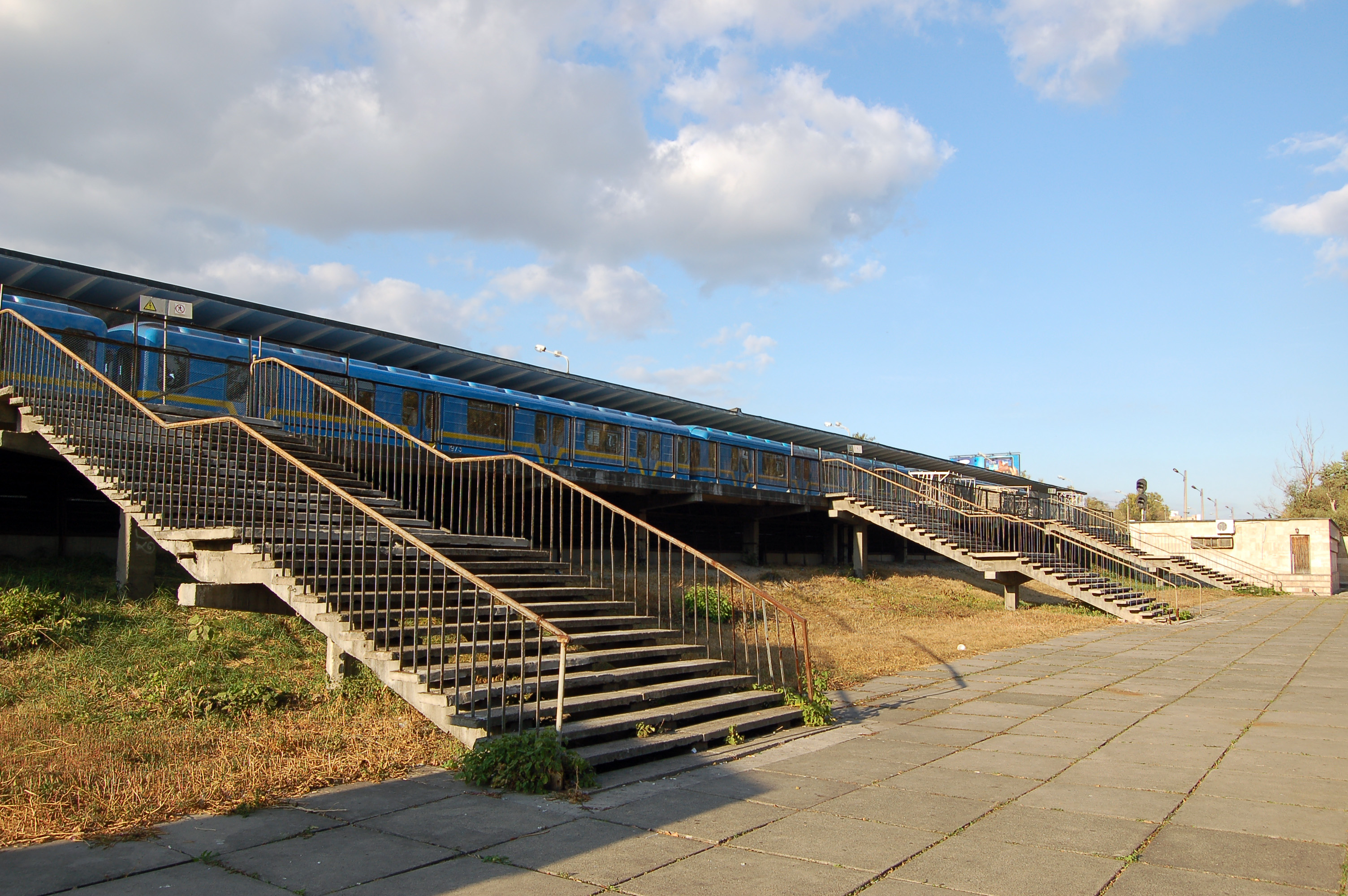
Сходові марші до бічної платформи
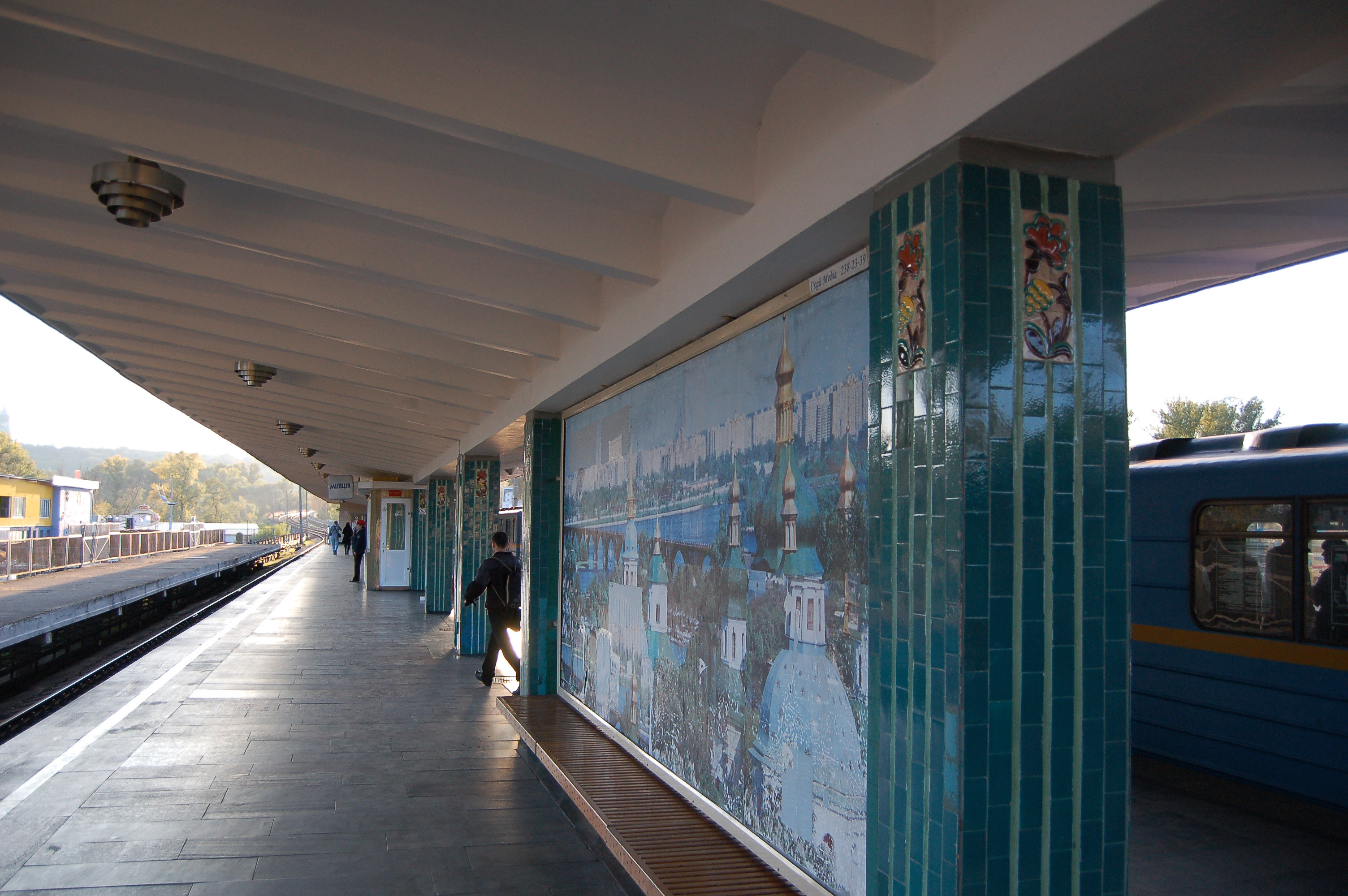
Платформа 1-ї колії

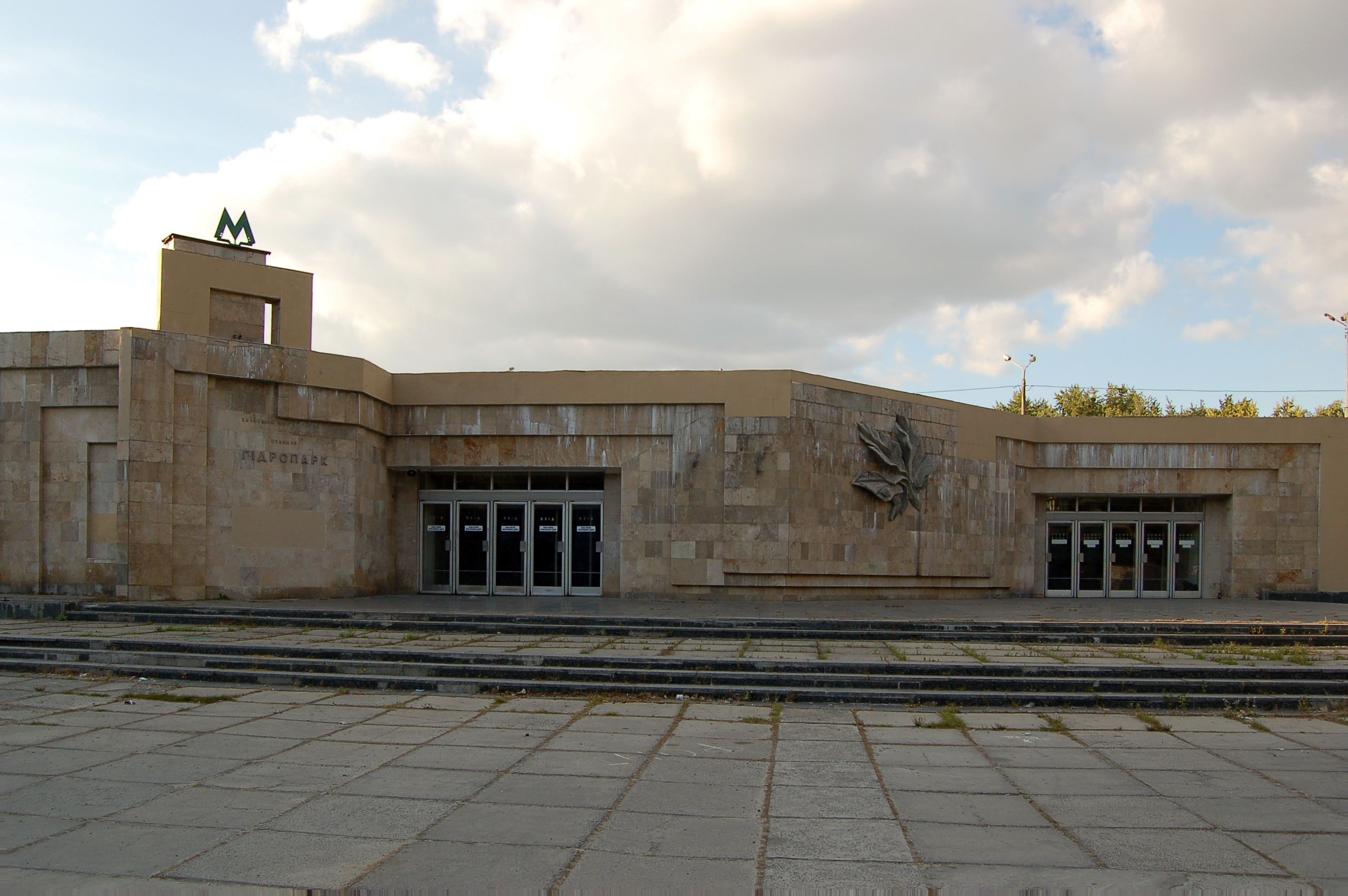
Східний вестибюль
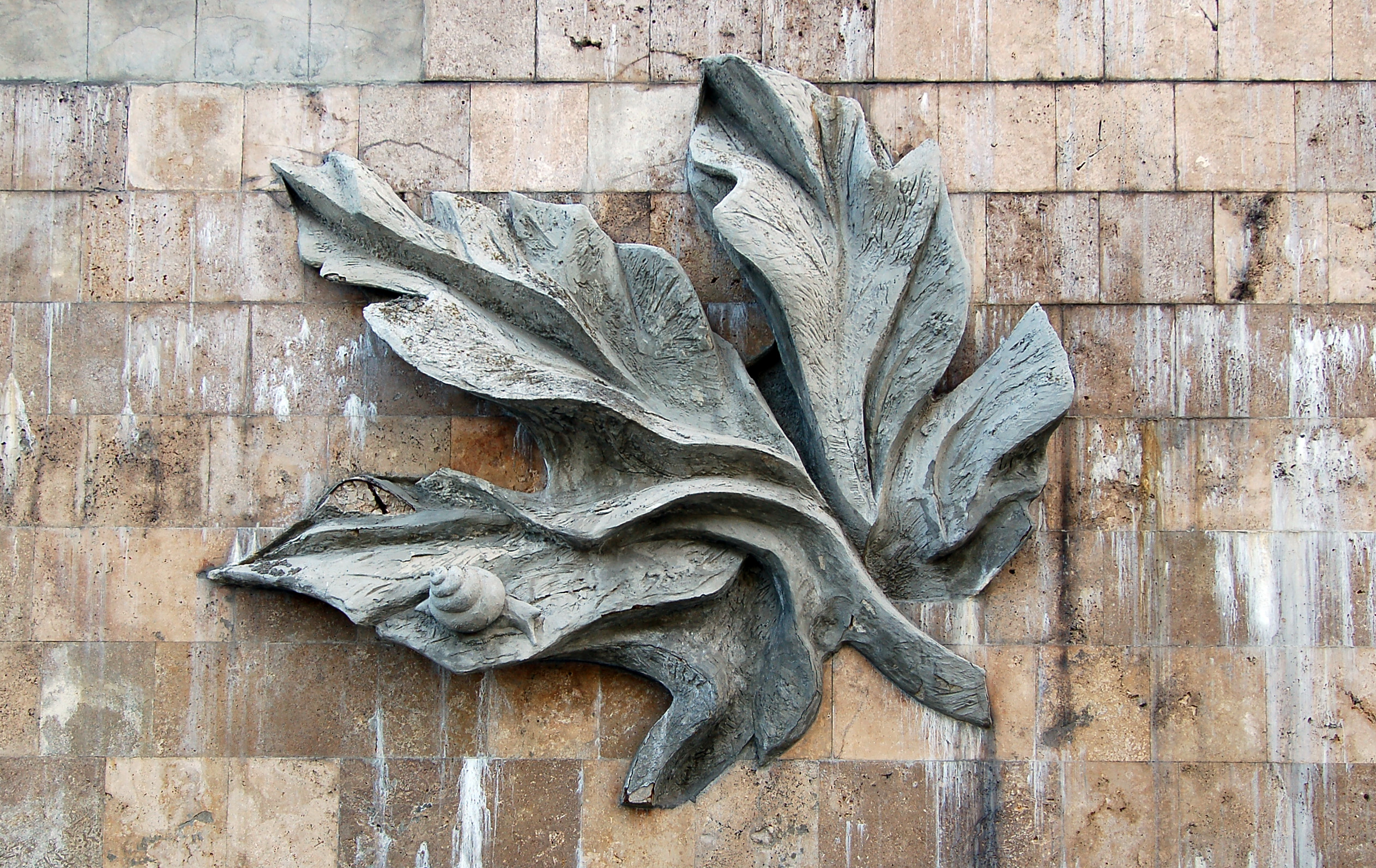
Скульптурна композиція на фасаді східного вестибюля
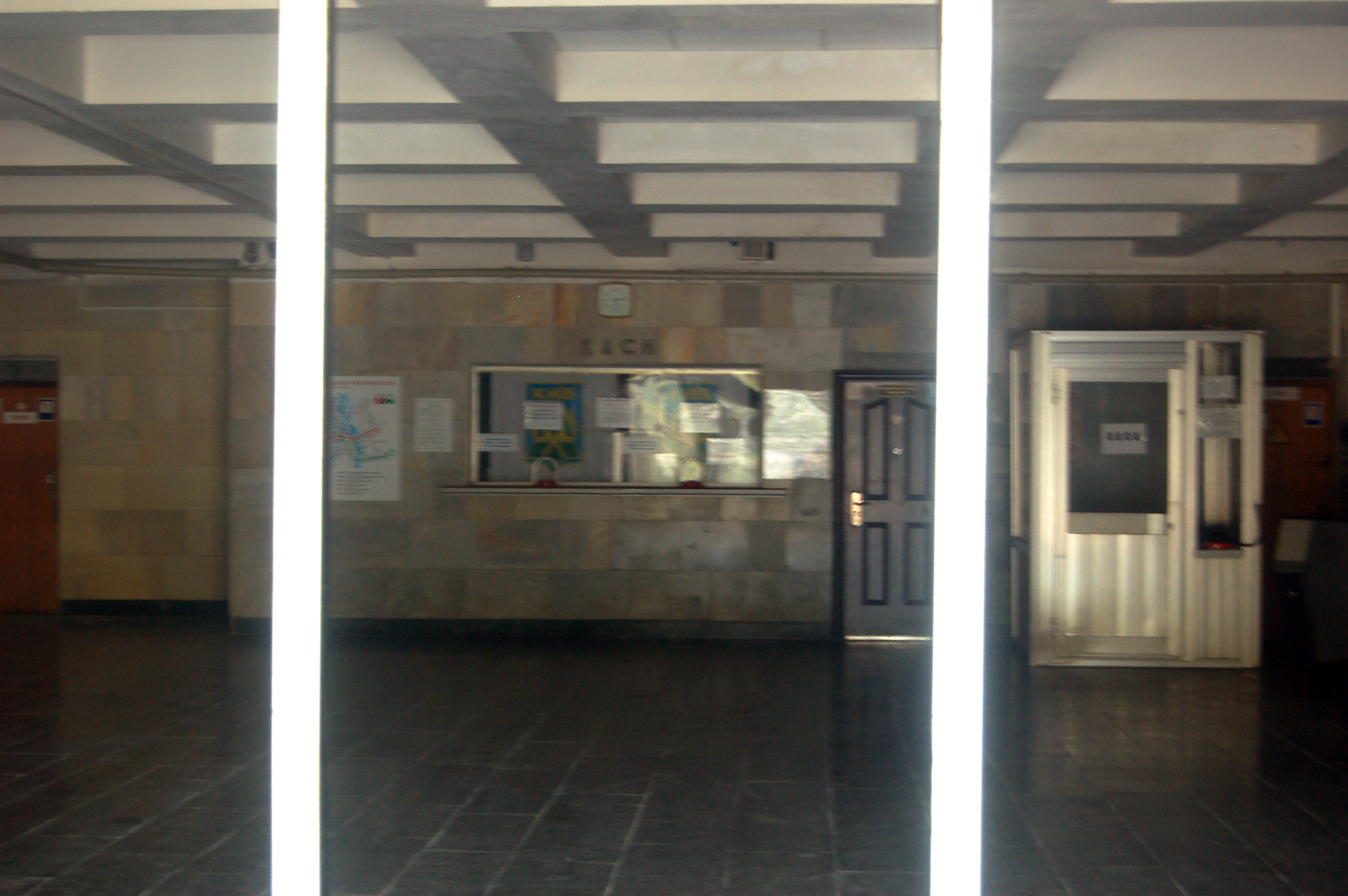
Інтер'єр східного вестибюля
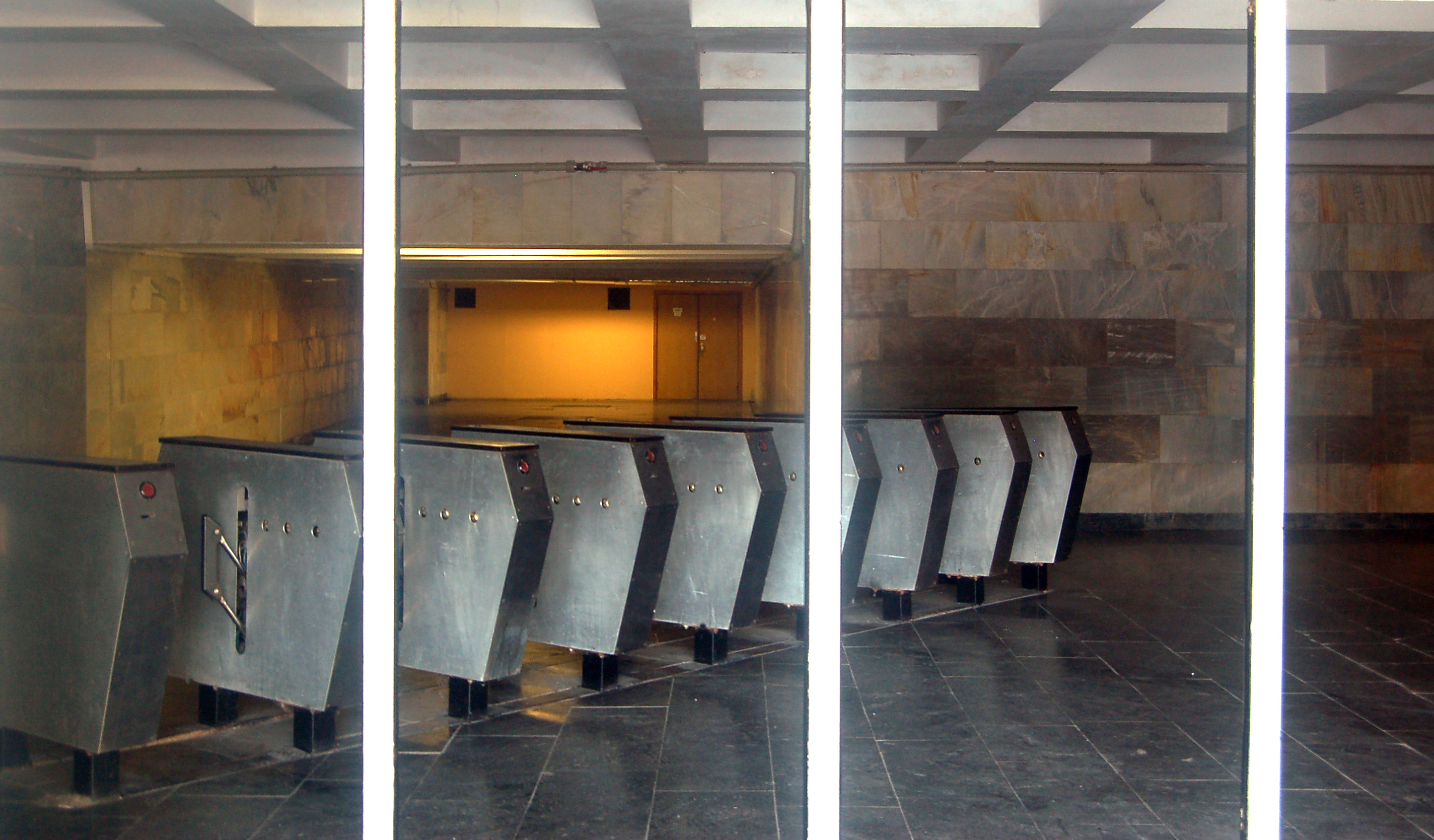
Інтер'єр східного вестибюля, вихідні турнікети
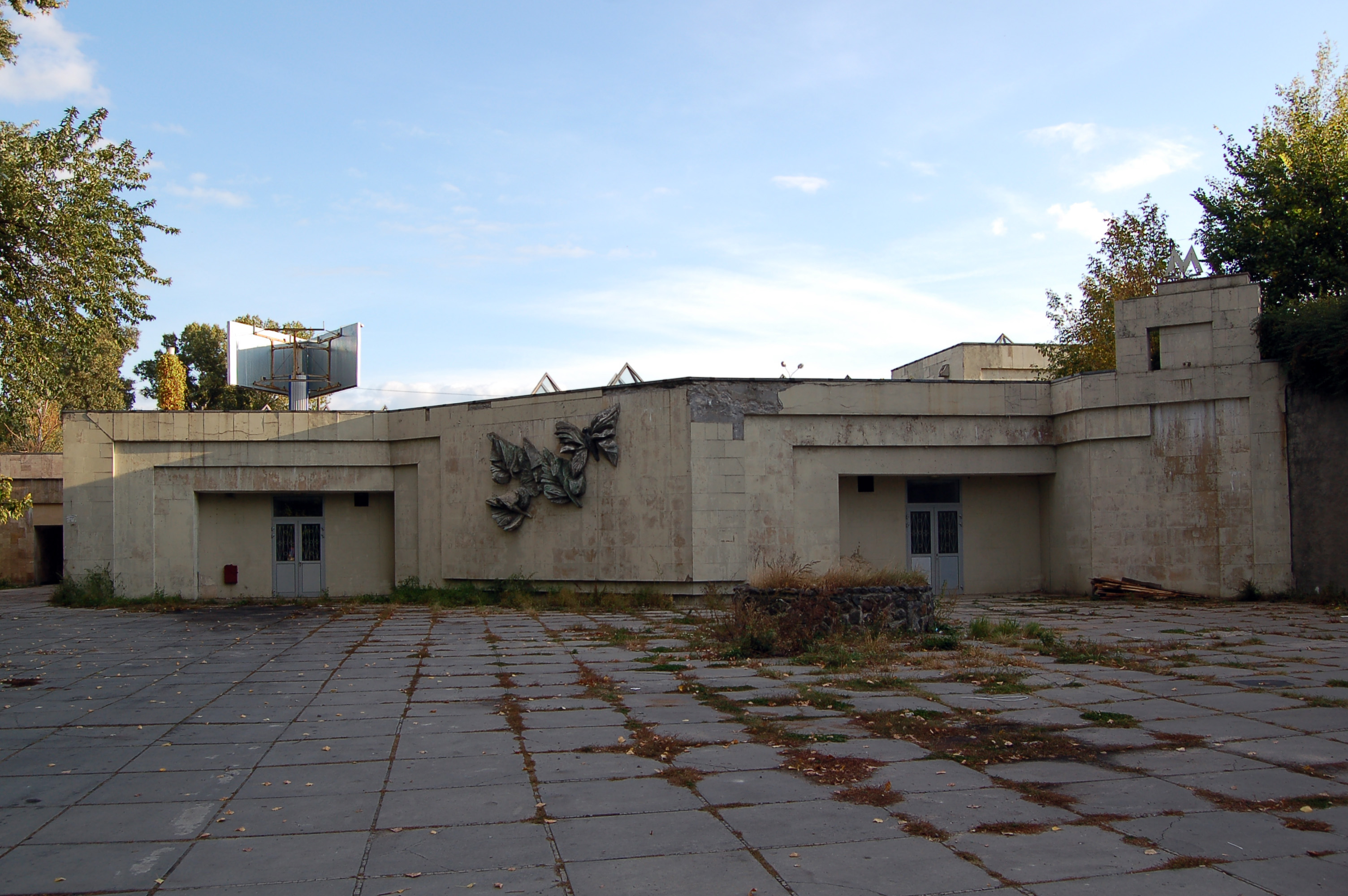
Східний вестибюль
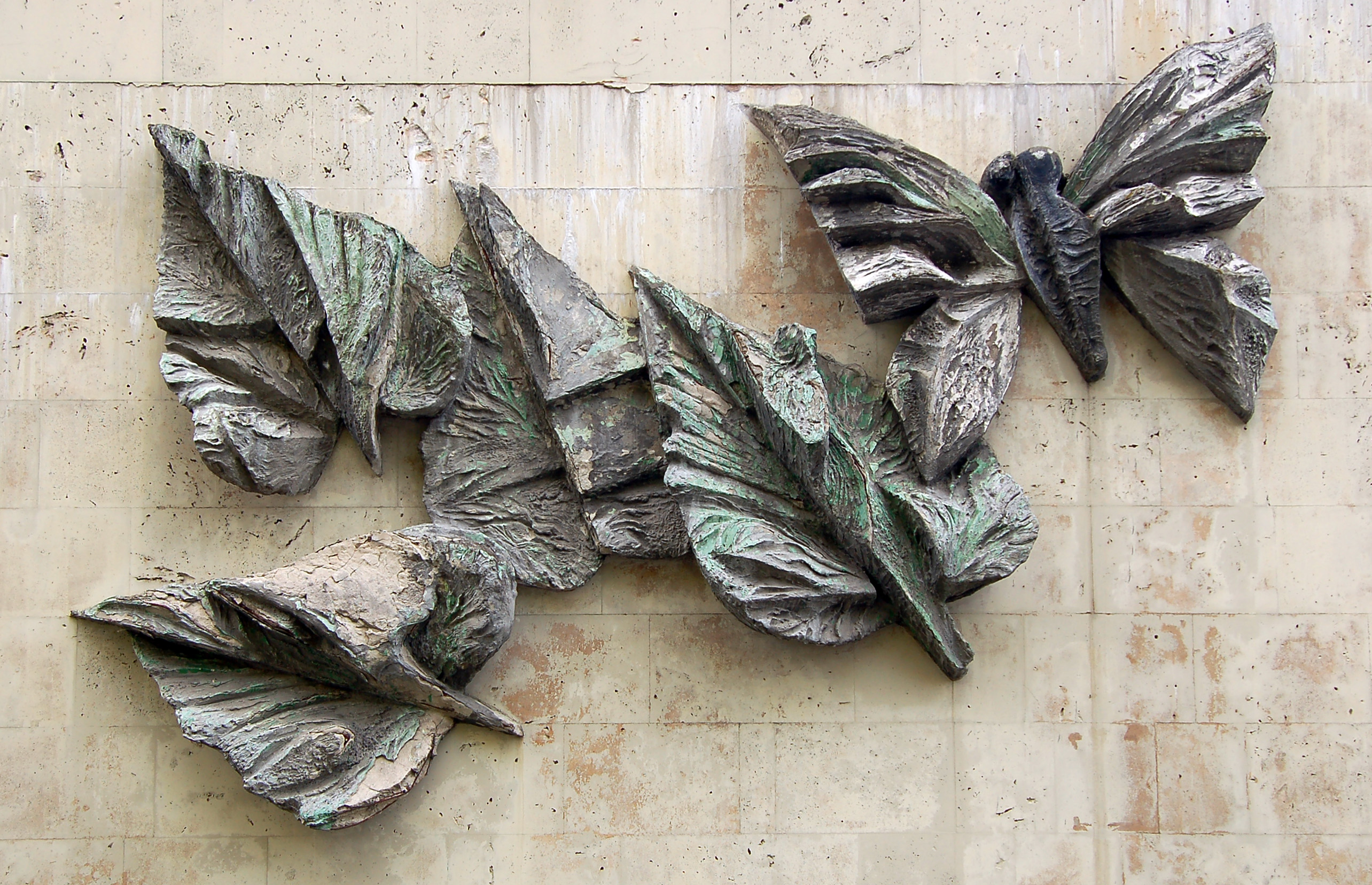
Скульптурна композиція на фасаді східного вестибюля
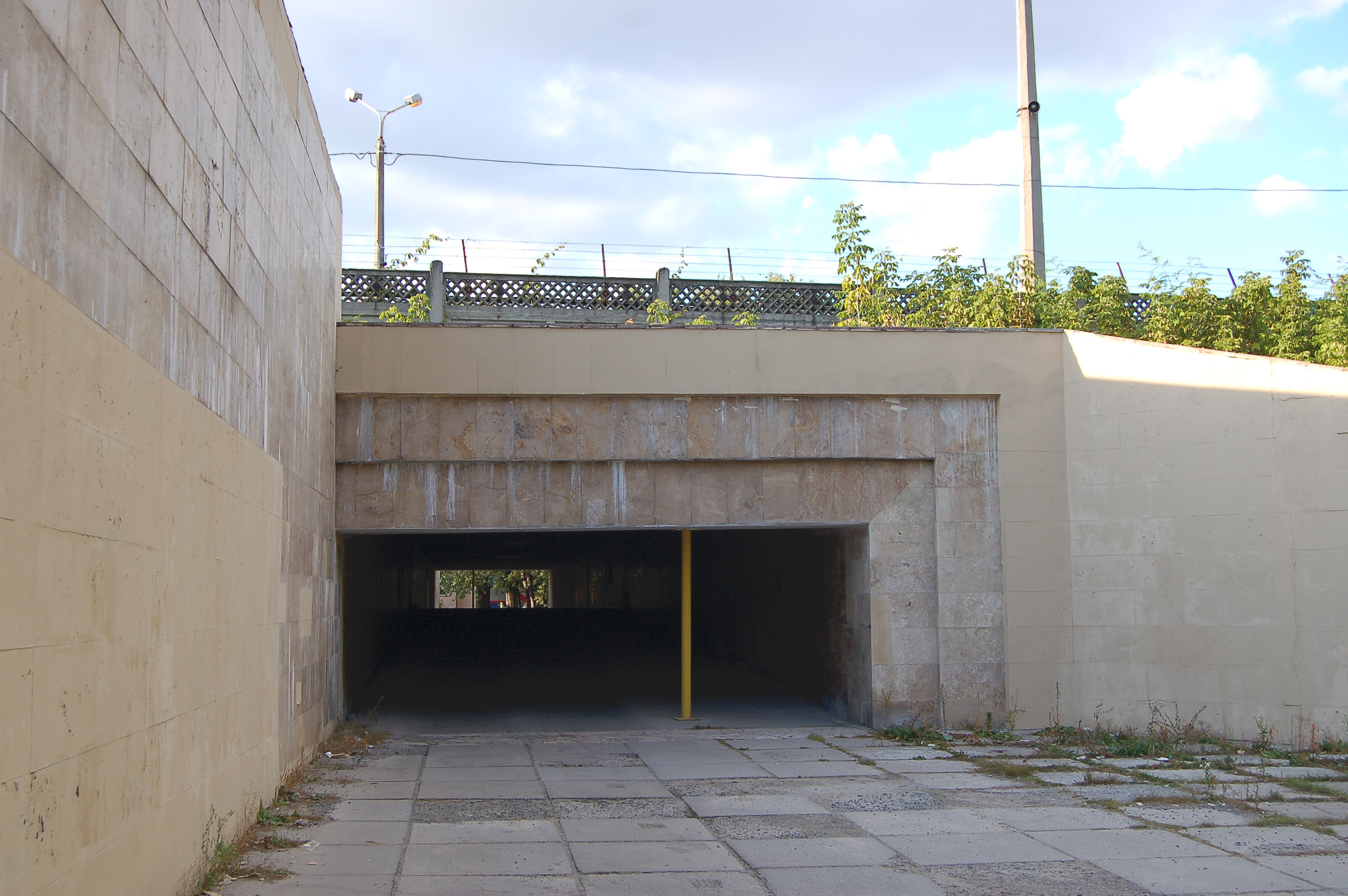
Пішохідний тунель під Броварським проспектом біля східного вестибюля

## Режим роботи
Відправлення першого поїзду в напрямі:
- ст. «Лісова» — 06:06
- ст. «Академмістечко» — 05:44

Відправлення останнього поїзду в напрямі:
- ст. «Лісова» — 00:34
- ст. «Академмістечко» — 00:13

Розклад відправлення поїздів у вечірній час (після 22:00) в напрямку:
- ст. «Лісова» — 23:01, 23:13, 23:25, 23:37, 23:48, 00:00, 00:11, 00:22, 00:34
- ст. «Академмістечко» — 22:20, 22:32, 22:44, 22:55, 23:05, 23:15, 23:25, 23:35, 23:48, 00:00, 00:13